# ありがとうサービス. 夢スタジアム
ありがとうサービス. 夢スタジアム（ありがとうサービス.ゆめスタジアム）は、愛媛県今治市高橋ふれあいの丘（今治新都市第一地区）のスポーツパーク（高橋ふれあいの丘）内にあるサッカー専用スタジアム。2017年1月に、正式名称が定められるまでの仮称は、今治スタジアム（いまばりスタジアム）であった。

## 建設の経緯
都市再生機構が中心となり、JR予讃線今治駅から南西に約3-4 km、西瀬戸自動車道今治ICに近接する丘陵地にて、住宅地や商業施設等を整備する開発事業・今治新都市開発の一環として、今治市がこの第一地区内にスポーツパークを整備することが決まっていた。2011年8月、中村時広愛媛県知事がこの地に、15,000人収容の屋根付きサッカースタジアムを建設し、現在ニンジニアスタジアムを本拠地としているJリーグ・愛媛FCの活動拠点として整備することを提案した。
その後、検討が進められたが、（愛媛FCのホームタウンである）松山市など広域の支援体制が整っていないこと、建設費が80億と巨額かつ維持管理費だけで年間約1億円が必要と見込まれ、財政上の問題があること、Jリーグや愛媛FCがホームタウン移転や建設に消極的であることを理由に、2013年5月の今治市議会新都市開発整備特別委員会にて、菅良二市長がこの構想を断念する意向を表明。規模を縮小し、市民向けのスポーツ施設としてサッカー場併設の陸上競技場（3,000人程度収容）、天然芝1面と人工芝1面のサッカー場、人工芝のフットサルコート3面を2018年以降に整備する方針とした。
一方、今治市を拠点に活動するFC今治は、2015年に元日本代表監督の岡田武史がオーナーに就任。「2025年にはJ1で常時優勝争いをするチームとなり、ACLで優勝を目指す」クラブメソッドの一環として、2023年には2万人規模の複合型スマートスタジアムを作るという構想を掲げた。岡田は県の関係者から、スタジアム整備に合併特例債などを活用する提案を受けたことも披露している。
J3リーグに参入するには、Jリーグクラブライセンス制度の施設基準に基づき「5000人程度収容の天然芝のホームスタジアム」が必要となるため、FC今治は2016年の方針発表会の席上、今治新都市のスポーツパーク（高橋ふれあいの丘）の一角、イオンモール今治新都市建設予定地に隣接する土地 に、5,000人程度を収容できるスタジアムの整備を発表した。土地は、FC今治の運営会社である「今治．夢スポーツ」が、今治市から未整備の土地2haの無償貸与を受けた。
2016年5月24日、スタジアムの起工式が行われた。「今治．夢スポーツ」の株主である、ありがとうサービスが施主となって総工費3億円で建設。2017年8月に完成した。なお、契約額は非公開ながら、FC今治が20年間有償で賃借するとしている。
2017年1月、正式名称を「ありがとうサービス．夢スタジアム」（通称「夢スタ」）とすることが発表された。
2017年9月10日、JFL後期第7節・FC今治vsヴェルスパ大分戦でこけら落としとなった。観客数は定員を超える5,241人を記録した。

## 施設概要
高台の谷地形を生かした構造となっており、スタジアムは国内では珍しい、バックスタンドを設置しないスタジアムとしている。観客席は全て山の斜面を削ってコンクリートを打設した構造となっている。管理棟とクラブハウスはメインスタンドの上部に設けられている。
メインスタンドはベンチシートである一方、サイドスタンド（ゴール裏）はコンクリート造りで座席が整備されていないため、観戦の際にはシートクッション等の使用が推奨される。トイレは男女ともにウォシュレット装備。スタジアムは高台に位置するため、下の駐車場から階段またはスロープを利用して上がる。
2018年シーズンまでホームサポーター席は北側サイドスタンド、アウェイサポーター席は南側サイドスタンドの一角に位置していたが、2019年シーズンより位置が交換された。

## ギャラリー

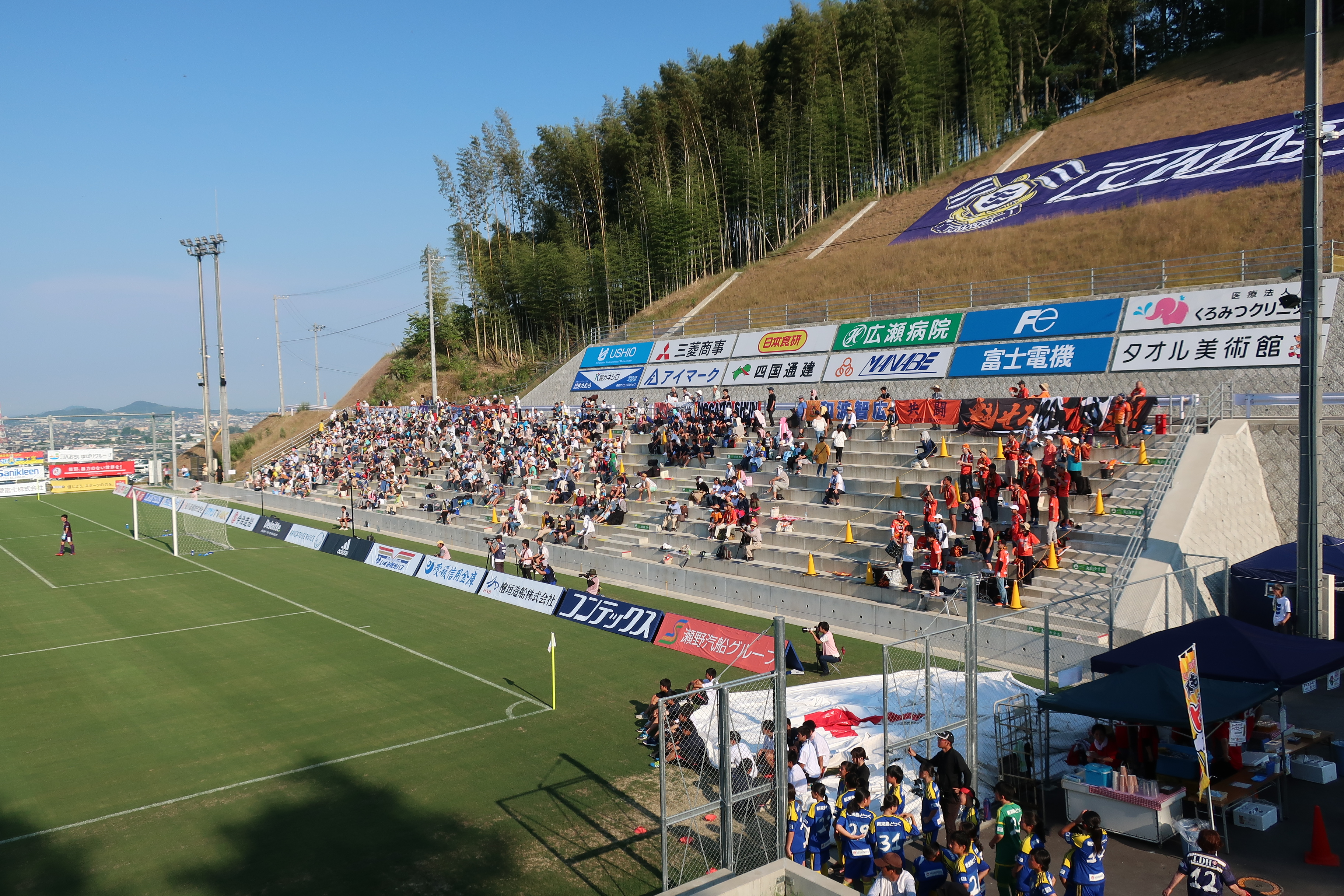
観客席
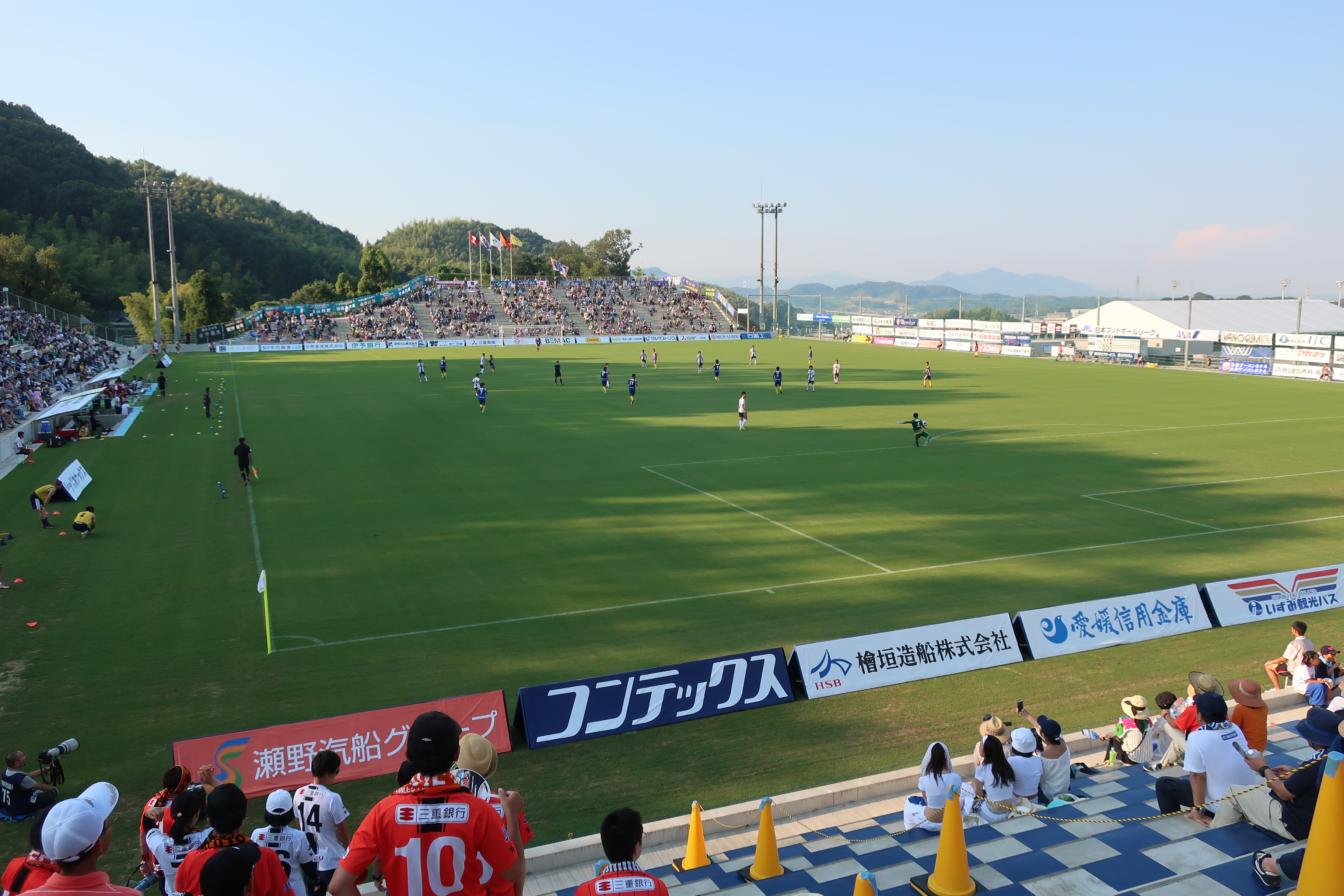

## 里山スタジアムプロジェクト
岡田はクラブライセンス基準を満たす諸施設（放送ブースやドーピングルームなど）の整備の必要性からありがとうサービス. 夢スタジアムの増築は難しいと考えていたことから、2023年を目処に、スポーツパークの空き地に別途1万5,000人収容の新たなサッカー専用スタジアムを作る計画を示唆。2021年1月31日の2021シーズン方針発表会において、新スタジアム建設計画「里山スタジアムプロジェクト」を発表した。
2023年1月20日に、新しいスタジアムの名称を『今治里山スタジアム』と発表。2023年1月29日にオープニングセレモニーが行われた。
なお、里山スタジアム完成後はありがとうサービス. 夢スタジアムをクラブの練習場に転用する計画としている。

## アクセス
- 瀬戸内運輸（せとうちバス）JR今治駅前バス停（3番乗り場）よりイオンモールシャトルバス、「神子森」行き、「木地口・葛谷」行きに乗車し、「イオンモール今治新都市」下車、徒歩で約10分。
- 松山市駅バス停（5番乗り場）より瀬戸内運輸（せとうちバス）運行の特急「松山・今治～大三島線」に乗車し、「大須木」バス停下車、徒歩で約25分。
- JR今治駅よりタクシー約15分。（FC今治ホームゲーム開催時には定額タクシーも利用可能）